# 米兰·瓦西奇
米兰·瓦西奇（羅馬化：Milan Vasić，1980年9月2日—），塞尔维亚男子排球运动员。他曾代表塞尔维亚和黑山国家队参加2004年夏季奥林匹克运动会排球比赛，获得第五名。